# 陶庙
陶庙，又名陶日木庙，藏语名“热希全库尔令”，位于内蒙古自治区鄂尔多斯市乌审旗苏力德苏木陶利嘎查，是一座藏传佛教格鲁派寺院。

## 简介
清朝道光十年（1830年），西藏喇嘛班智达罗布桑始建该庙。该庙拥有两层25间大经堂，25间时轮学院，9间宗喀巴殿，9间天母殿、3间度母殿、1间转经殿、3间骑狮护法神殿、甘珠尔经殿、3间护法神殿、大白塔1座、小佛塔若干，喇嘛住房近百间。该庙供奉有妙吉祥、五大神、天母、骑狮护法神、度母等等。每年农历正月十五跳殿内查玛舞，农历二月二十九日和三月十五日跳时轮殿查玛舞，农历六月二十五日跳大经堂查玛舞。该庙设有沙布隆1名、管家1名、掌堂师2名、领经师2名。中华人民共和国成立初期，有40余名喇嘛。文化大革命中，该庙部分殿堂受到损毁。后来经过修缮，1989年被指定为乌审旗宗教活动点。
2011年，该庙被评为内蒙古自治区“创建和谐寺观教堂活动先进集体”。